# Кавалліріо
Кавалліріо (італ. Cavallirio, п'єм. Cavalij) — муніципалітет в Італії, у регіоні П'ємонт,  провінція Новара.
Кавалліріо розташоване на відстані близько 530 км на північний захід від Рима, 80 км на північний схід від Турина, 22 км на північний захід від Новари.
Населення — 1325 осіб (2014).
Щорічний фестиваль відбувається 22 січня. Покровитель — San Gaudenzio.

## Демографія
Населення за роками:

Станом на 1 січня 2023 року в муніципалітеті офіційно проживало 50 іноземців з 19 країн, серед них 17 громадян країн Євросоюзу та 6 громадян України.

## Сусідні муніципалітети
- Бока
- Куреджо
- Фонтането-д'Агонья
- Прато-Сезія
- Романьяно-Сезія